# Sydney Convention and Exhibition Centre

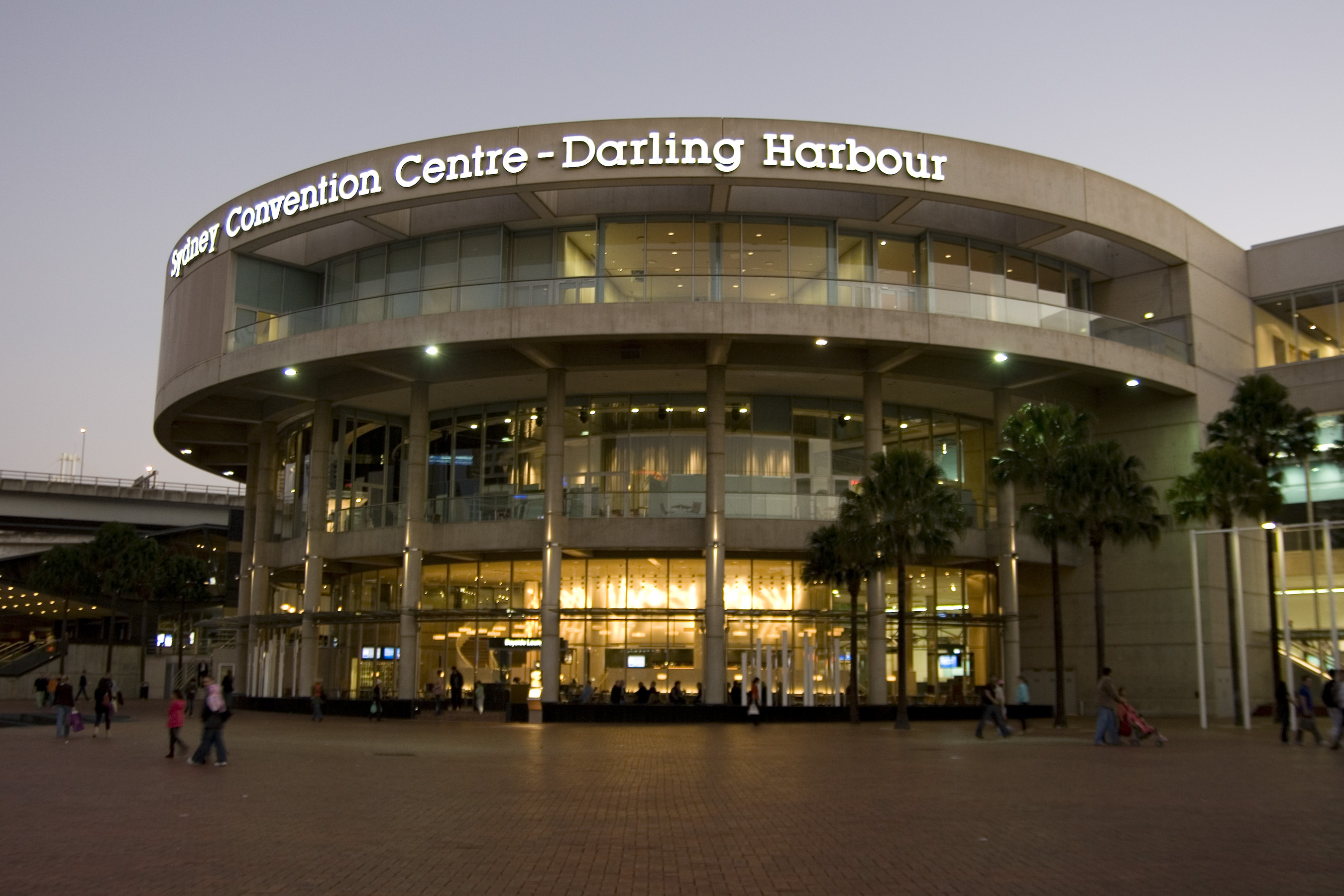
Sydney Convention and Exhibition Centre

Sydney Convention and Exhibition Centre, är ett konferens och utställningscenter i Sydney, Australien. Centret öppnades officiellt 1988. Centret var huvudsakliga mötesplatsen för APECs toppmöte i Sydney 2007. Centret var även en av anläggningarna som användes under de olympiska sommarspelen 2000.

## Olympiska spelen 2000
Under de olympiska sommarspelen 2000 i Sydney var Sydney Convention and Exhibition Centre en av de platser där spelen avgjordes. I centret hölls tävlingar i boxning, brottning, fäktning, judo och tyngdlyftning. Centret var den största anläggning som användes under de olympiska spelen utanför Sydney Olympic Park.